# Полікарп Печерський
Преподобний Полікарп Печерський — святий, архімандрит і настоятель Києво-Печерського монастиря (1182)

## Житіє
З юних років чернець Києво-Печерського монастиря. З його переписки з єпископом Володимирським Симоном склався Києво-Печерський Патерик. В зрілі роки, коли він досяг духовної досвідченості і дару розсудливості, преподобний Полікарп був возведений в сан архімандрита і поставлений настоятелем Києво-Печерського монастиря. Він був духовним отцем великого князя Ростислава Мстиславича Київського і Смоленського, який в старості хотів навіть постригтися в його монастирі, але святий стримав його, вказуючи на княжі обов'язки. Помер св. Полікарп в глибокій старості.

В акафісті всім Печерським преподобним про нього сказано: 
|  | «Радуйся, Полікарпе, голово пресвітла, ти бо життя святих написав і в одне зібрав; радуйся, бо з ними перед престолом Трійці ти став». |

## Мощі
Мощі святого Полікарпа, архімандрита Печерського, спочивають в Ближніх печерах, неподалік мощей преподобного Даміана Цілителя. Вперше святиня вказана на карті 1703 року з підписом «Полікарп ігумен».

## Пам'ять
Пам'ять преподобного Полікарпа відзначається 24 липня / 6 серпня та 28 вересня / 11 жовтня.